# Pavel Šultes
Pavel Šultes (ur. 15 września 1985 w Valticach) – czeski piłkarz występujący na pozycji napastnika.

## Kariera
W Polsce Pavel Šultes grał w Polonii Warszawa i Ruchu Chorzów. W sumie w Ekstraklasie rozegrał 54 mecze i strzelił 5 bramek. W 2013 roku po odejściu z Ruchu Chorzów Czech został zawodnikiem jednego z czołowych zespołów ligi czeskiej - FK Mlady Boleslav.